# 57-я армия (СССР)
57-я армия — оперативное объединение Рабоче-крестьянской Красной армии.

## История

### Первое формирование
57-я армия была создана 27 октября 1941 года на основании директивы Ставки ВГК от 22 октября 1941 года в Северо-Кавказском военном округе в районе Сталинграда с подчинением Ставке ВГК как 57-я резервная армия. В состав армии вошли 333-я, 335-я, 337-я, 341-я, 349-я, 351-я стрелковые, 60-я и 79-я кавалерийские дивизии, а также авиационные и другие части.
10 декабря 57-я армия была передана в подчинение главкома Юго-Западного направления С. К. Тимошенко и находилась в его резерве. 10 января 1942 года армия была включена в Южный фронт, в составе которой вела оборонительные бои в районе города Изюм. В ходе Барвенково-Лозовской операции армия вела наступление по направлению главного удара фронта и принимала участие в освобождении Барвенково (23 января), а также других населённых пунктов.
В ходе Харьковской операции армия вела тяжёлые оборонительные бои южнее и юго-восточнее Лозовой, на реках Северский Донец, Дон в составе Южного, а с 20 мая Юго-Западного фронтов. 23 мая армия была окружена немецкими войсками, и с 24 по 25 мая 57-я армия вела ожесточённые бои в окружении наряду с окружённой группировкой главных сил Юго-Западного и части сил Южного фронтов на барвенковском выступе. В ходе боёв армия понесла значительные потери и в начале июня была выведена во фронтовой резерв в районе восточнее Валуек, восточнее Купянска и Ровенек.
12 июля 57-я армия была передана Южному фронту, 17 июля передана в Сталинградский фронт, в составе которого участвовала в Сталинградской оборонительной операции. В середине июля армия была передислоцирована в район южнее Красноармейска с целью прикрытия Сталинграда с юга. С 7 августа в составе Юго-Восточного фронта, а с 30 сентября Сталинградского фронта армия вела тяжёлые оборонительные бои, в ходе которых нанесла урон немецким войскам и сорвала попытки прорваться в Сталинград с юга.
С 20 ноября армия в составе ударной группировки Сталинградского, а с 1 января 1943 года Донского фронта в ходе операции «Уран» принимала участие в окружении и разгроме войск противника под Сталинградом. С переходом советских войск в контрнаступление (операция «Уран») армия совместно с войсками 51-й армии Сталинградского фронта с 20 по 22 ноября 1942 года разгромили части 6-го армейского корпуса 4-й румынской армии, обеспечив ввод в прорыв подвижных корпусов фронта, которые уже к исходу дня 23 ноября замкнули ударом с юга кольцо окружения вокруг 6-й немецкой армии под Сталинградом.
1 февраля 1943 года 57-я армия была выведена в резерв Ставки ВГК и войска армии были переданы в другие армии, а полевое управление переименовано в полевое управление 68-й армии.

### Второе формирование
57-я армия во второй раз была сформирована 27 апреля 1943 года на основании директивы Ставки ВГК от 26 апреля 1943 года в составе Юго-Западного фронта 2-го формирования на базе 3-й танковой армии. В состав армии вошли 14-я, 48-я и 58-я гвардейские, 19-я, 52-я, 53-я, 113-я, 303-я стрелковые дивизии, 1-я истребительная, 173-я и 179-я танковые бригады, а также артиллерийские, инженерные и другие части.
Армия обороняла рубеж по левому берегу Северского Донца на участке Волчанск — Чугуев. В августе армия принимала участие в Белгородско-Харьковской операции.
16 августа 1943 года при освобождении Харькова от немецкой оккупации командующий Степным фронтом И. С. Конев поставил задачу Пятой гвардейской танковой армии (командир Павел Ротмистров), находившейся в тот момент в Дергачёвском районе, окружить немецкую Харьковскую группировку с юго-запада: ударом через Гавриловку-Коротич-Рай-Еленовку на Покотиловку соединиться с наступавшей с северо-востока из района Кутузовки через Кулиничи-Основу-Жихарь 7-й гвардейской армией и с востока — наступавшей с ХТЗ через Хролы-Безлюдовку-Хорошево 57-й армией, должной сосредоточить плотность артогня 150—170 орудий на 1 км фронта, в районе Высокий-Карачёвка-Бабаи, замкнув кольцо окружения. Данная задача окружения до 30 августа не была выполнена.
В сентябре 1943 армия освобождала Левобережную Украину, а в ноябре вела бои в наступательной операции на криворожском направлении. В конце месяца армия вышла на правый берег реки Ингулец и до февраля 1944 года удерживала рубеж севернее Кривого Рога.
22 февраля 57-я армия была включена в состав 3-го Украинского фронта и в ходе Березнеговато-Снигиревской и Одесской операций освободила часть Николаевской и Одесской областей. К концу апреля армия форсировала Днестр, захватив плацдарм на правом берегу реки северо-западнее Бендер и удерживая его до середины августа.
Участвуя в Ясско-Кишинёвской операции 9-й, 64-й, 68-й стрелковые корпуса и 96-я танковая бригада, входившие в 57-ю армию, прорвали оборону противника юго-восточнее Тирасполя и к 24 августа наряду с другими армиями 2-го и 3-го Украинских фронтов юго-западнее Кишинёва окружили группировку противника, прекратившую на следующий день сопротивление.
5-я гвардейская мотострелковая бригада 57-й армии наряду с кораблями и частями морской пехоты Черноморского флота 29 августа освободила Констанцу. 5 сентября армия вышла на румыно-болгарскую границу в районе восточнее Острова. В дальнейшем армия участвовала в освобождении Болгарии.
В конце сентября 57-я армия была передислоцирована на болгаро-югославскую границу в район Видин — Берковица — Лом, и затем участвовала в Белградской операции, в ходе которой наряду с Народно-освободительной армией Югославии, 46-й армией, 4-м гвардейским механизированным корпусом и Дунайской военной флотилией разгромила группировку противника на территории Югославии, освободив 30 сентября Неготин, 8 октября — Заечар, 17 октября — Смедерево, 20 октября — Белград, а также другие населённые пункты.
С конца октября по начало ноября 57-я армия была передислоцирована на левый берег Дуная в район Самбора и отличилась в Апатин-Капошварской наступательной операции: 7 ноября форсировала Дунай в районе Мохач — Апатин. До конца ноября армия вела бои за удержание и расширение плацдарма. Затем, наступая в направлении Печ — Капошвар — Надьканижа, 9 декабря вышла к южному берегу озера Балатон. В середине декабря подошла к рубежу противника на участке Керестур — Марцали — Надьбайом — Барч — Харькан. В районе Барча части армии, форсировав Драву, овладели плацдармом на правом берегу реки.
В ходе Балатонской оборонительной операции наряду с 1-й болгарской армией и югославскими армейскими частями успешно вела оборонительные действия и сорвала немецкий вспомогательный удар южнее озера Балатон. В ходе Венской наступательной операции армия наряду с соединениями 1-й болгарской армии 2 апреля освободила Надьканижу. В ходе дальнейшего наступления вышла к австро-венгерской границе, приняв участие в освобождении восточной части Австрии. В ходе Грацско-Амштеттенской наступательной операции, в период с 9 по 10 мая армия разгромила основные силы противника в районе Глайсдорф — Грац — Лайбниц.
После Победы армия была выведена из Австрии в Румынию, где включена в состав Южной группы войск. К началу 1946 года три дивизии из состава армии были переформированы в механизированные дивизии, а часть стрелковых дивизий и корпусов расформированы. Затем и сама армия 12 июня 1946 года переформирована в 9-ю механизированную армию, которая была расформирована 15 июля 1947 года.

#### Состав армии на 1 мая 1945 года
На 1 мая 1945 года — армия в составе 3-го Украинского фронта.
Стрелковые войска:
- 6-й гвардейский стрелковый корпус
  - 10-я гвардейская воздушно-десантная дивизия
  - 20-я гвардейская стрелковая дивизия
  - 61-я гвардейская стрелковая дивизия
- 64-й стрелковый корпус
  - 73-я  гвардейская стрелковая дивизия
  - 113-я стрелковая дивизия
  - 299-я стрелковая дивизия
- 133-й стрелковый корпус
  - 84-я стрелковая дивизия
  - 104-я стрелковая дивизия
  - 122-я стрелковая дивизия

Части артиллерии:
- 160-я пушечная артиллерийская бригада
- 42-й гвардейский корпусной артиллерийский полк
- 374-й истребительно-противотанковый артиллерийский полк
- 523-й миномётный полк
- 71-й зенитный артиллерийский полк

Инженерные войска:
- 65-я инженерно-сапёрная бригада[11]

Войска связи:
- 155-й отдельный Констанцкий[12] ордена Красной Звезды[13] полк связи[14]

## Командование

### Первое формирование

#### Командующие
- генерал-лейтенант Рябышев, Дмитрий Иванович (октябрь 1941 — февраль 1942 года);
- генерал-лейтенант Подлас, Кузьма Петрович (05.03.1942 — май 1942 года);
- генерал-майор Батюня, Александр Григорьевич (май — июнь 1942 года);
- генерал-майор Никишов, Дмитрий Никитич (июнь-июль 1942 года);
- генерал-майор, генерал-лейтенант Толбухин, Фёдор Иванович (июль 1942 — январь 1943 года).

#### Члены Военного совета
- дивизионный комиссар Воронин, Фёдор Николаевич (октябрь 1941 — апрель 1942 года);
- бригадный комиссар Попенко, Андрей Иванович (апрель — май 1942 года);
- бригадный комиссар Крайнов, Павел Иванович (июнь — август 1942 года);
- бригадный комиссар Субботин, Никита Егорович (август 1942 — январь 1943 года).

#### Начальники штаба
- генерал-майор Анисов, Андрей Фёдорович (октябрь 1941 — июнь 1942 года);
- полковник Сидоров, Николай Трофимович (июнь — ноябрь 1942 года);
- полковник, генерал-майор Прихидько, Николай Яковлевич (ноябрь 1942 — январь 1943 года).

#### Начальники артиллерии
- генерал-майор Маляров, Федор Григорьевич
- полковник Фёдоров, Юрий Михайлович (июль 1942 — январь 1943 года).

#### Начальники инженерных войск
- Голдович, Александр Иванович

### Второе формирование

#### Командующие
- генерал-лейтенант Рыбалко, Павел Семёнович (апрель — май 1943 года);
- генерал-лейтенант Гаген, Николай Александрович (май 1943 — октябрь 1944 года);
- генерал-полковник Шарохин, Михаил Николаевич (октябрь 1944 года — апрель 1946 года).

#### Заместители командующего
- генерал-майор Благодатов, Алексей Васильевич (1943—1944)
- (по тылу) генерал-майор интендатской службы Кобзарь, Тихон Тихонович (на ноябрь 1944 года)[15]

#### Члены Военного совета
- генерал-майор танковых войск Мельников, Семён Иванович (апрель — май 1943 года);
- полковник Чурсин, Алексей Константинович (май — июль 1943 года);
- генерал-майор Бочаров, Леонид Порфирьевич (июль 1943 года — до конца войны).

#### Начальники штаба
- генерал-майор танковых войск Бахметьев, Дмитрий Дмитриевич (апрель — май 1943 года);
- генерал-майор Карпухин, Василий Дмитриевич (май — декабрь 1943 года);
- генерал-майор Деревянко, Кузьма Николаевич (декабрь 1943 года — март 1944 года);
- генерал-майор Верхолович, Павел Михайлович (март 1944 года — до конца войны).

#### Начальники инженерных войск
- полковник Фурса, Дмитрий Трофимович (до сентября 1943 года).